# مجلس نواب أوهايو
مجلس نواب أوهايو (بالإنجليزية: Ohio House of Representatives)‏ هو مجلس النواب التشريعي لولاية أوهايو الأمريكية، يقع المقر الرئيسي له في كولومبوس، أوهايو، وهو المجلس الأدنى في جمعية أوهايو العامة.

## طالع أيضًا
- جمعية أوهايو العامة